# Villarejo-Periesteban
Villarejo-Periesteban község Spanyolországban, Cuenca tartományban. Villarejo-Periesteban Altarejos községgel határos. Lakosainak száma 377 fő (2024).

## Népesség
A település népessége az utóbbi években az alábbiak szerint változott:
| Lakosok száma | 529  | 510  | 490  | 450  | 433  | 353  | 370  | 380  | 384  | 377  |
|               | 2001 | 2004 | 2006 | 2009 | 2011 | 2014 | 2016 | 2019 | 2021 | 2024 |